# Axiata Cup 2012
Der Axiata Cup 2012 war die erste Auflage dieses Badmintonwettbewerbs. Er wurde in Jakarta und Kuala Lumpur ausgetragen. Bei dieser ersten Auflage starten nur Herrenteams aus Südostasien.

## Modus
Vom 23. bis 25. März 2012 wurde eine Vorrunde in zwei Vierergruppen im Modus Jeder-gegen-jeden ausgetragen. Es nahmen Mannschaften aus Indonesien, Malaysia, Singapur, Thailand, Vietnam und den Philippinen teil, wobei Malaysia und Indonesien jeweils zwei Teams stellen durften. Am 30. März und 1. April trugen die jeweiligen zwei Erstplatzierten in einem Hin- und Rückspiel die Halbfinale aus, die Sieger am 13. und 15. April die Finalspiele. Das Preisgeld betrug insgesamt eine Million US-Dollar, wovon 400.000 Dollar auf den Sieger, 200.000 Dollar auf den Zweiten, je 100.000 Dollar auf die unterlegenen Semifinalisten und je 50.000 Dollar auf die in der Vorrunde ausgeschiedenen Teams entfielen.

## Ergebnisse

### Gruppe J
- 1. Indonesia Garuda
- 2. Malaysia Leopards
- 3. Singapur
- 4. Vietnam

### Gruppe K
- 1. Indonesia Rajawali
- 2. Malaysia Tigers
- 3. Thailand
- 4. Philippinen

### Halbfinale
- Indonesia Garuda – Malaysia Tigers 2-1, 3-0
- Indonesia Rajawali – Malaysia Leopards 3-0, 3-0

### Finale
- Indonesia Garuda – Indonesia Rajawali 3-0, 2-1